# キリコ祭り (小惑星)
キリコ祭り（きりこまつり、91890 Kiriko Matsuri）は小惑星帯に位置する小惑星。石川県柳田村（現在は鳳珠郡能登町）の星の観察館「満天星」で土川啓が発見した。
石川県能登地方の各地で行われるキリコ祭りから命名された。